# Залізо (фільм)
«Залізо» (англ. Hardware) — науково-фантастичний трилер спільного виробництва Великої Британії та США, знятий на основі коміксу Стівена Макмануса та Кевіна О'Ніла в 1990 році.
У перенаселеному світі влада вживає різних заходів для зменшення населення. До одного з міст мародер приносить знайденого в пустелі робота. Тіло машини опиняється в торговця Алві, а голова — у дівчини Джилл. Зібравшись докупи, робот береться вбивати зустрічних людей, чому Джилл та її хлопець Мо намагаються завадити.

## Сюжет
Через заражену радіацією пустелю мандрує мародер, який знаходить засипаного піском робота. Він забирає машину та продає її торговцеві Алві з найближчого міста, який сперечається про ціну знахідки з «Важким Мо» Бакстером, колишнім солдатом, і другом Мо — Шейдсом. Коли Алві йде геть, Мо перекуповує в нього голову робота. Підозрюючи, що робот дорожчий, ніж здається, Алві бажає дізнатися більше. Мо і Шейдс відвідують Джилл, відлюдькувату дівчину Мо. В цей час триває Різдво, тож Мо дарує голову робота дівчині як різдвяний подарунок. Джилл, скульпторка по металу, охоче приймає її. Після того, як Шейдс від'їжджає, вони займаються гучним сексом, а за ними спостерігає через телескоп сусід-вуайєрист Лінкольн Вайнберг.
Пізніше Мо і Джилл сперечаються про наказ уряду стерилізувати громадян. Джилл перетворює голову робота на скульптуру, і Мо каже, що робота йому подобається, але він не розуміє її сенсу. Розчарована Джилл каже, що вона нічого не означає, і обурюється пропозицією Мо продати витвір. Їхню розмову перериває Алві, який кличе Мо до своєї крамниці, оскільки дізнався важливі новини про робота. За його словами, це експериментальний M.A.R.K. 13, створений як робот-убивця для боротьби з перенаселенням. Невдовзі Мо знаходить Алві отруєним і пересвідчується із записів, що робот є експериментальною бойовою моделлю, здатною до самовідновлення. Проте з нотаток Алві він також дізнається про вразливість робота до вологи.
Занепокоєний Мо зв'язується з Шейдсом і просить його провідати Джилл, але Шейдс ледве щось розуміє через наркотичне сп'яніння. Лінкольн вирішує скористатися відсутністю Мо, щоб зателефонувати дівчині з непристойними пропозиціями. Тим часом голова робота, дистанційно керуючи руками, конструює собі тіло зі шматків металу в майстерні Джилл, і заряджає акумулятори від електромережі. M.A.R.K. 13 намагається вбити Джилл, але та замикає його в кімнаті. Лінкольн приходить до дівчини, щоб схилити її до сексу, та відкидає її попередження про робота-вбивцю. Коли збоченець намагається відчинити двері, M.A.R.K. 13 жорстоко вбиває його. Джилл ховається на кухні в холодильнику, сподіваючись, що інфрачервоний зір робота її не зафіксує. Це дозволяє виграти час допоки Мо і Шейдс дістаються до квартири. Втрьох вони дезорієнтують робота вибухом газу, а слідом прибігають сусіди, які розстрілюють M.A.R.K. 13 і він падає у вікно.
Коли Джилл і Мо обіймаються, вцілілий M.A.R.K. 13 тягне дівчину за собою, і вона повисає на тросі між будинками. Робот перерізає трос, через що Джилл влітає у сусіднє вікно. Оговтавшись, вона мчить допомогти Мо. Але робот встигає вколоти Алві отруєною голкою. Помираючи, Мо переживає ейфорію та низку галюцинацій. M.A.R.K. 13 підмикається до комп'ютера Джилл і бере під контроль двері в будинку. Ними він убиває сусідів, а Шейдсу не дає увійти з-надвору. Джилл чує останні слова Мо, з яких розуміє, що робота можна перемогти водою. Вона заманює M.A.R.K. 13 в душ, де робот врешті ламається. Наступного ранку в новинах повідомляють, що M.A.R.K. 13 був затверджений урядом, і надійде у масове виробництво.

## У ролях
| Актор             | Роль                       |
| ----------------- | -------------------------- |
| Ділан Мак-Дермотт | Моузес Бакстер             |
| Стейсі Тревіс     | Джилл                      |
| Джон Лінч         | Шейдс                      |
| Іггі Поп          | Злий Боб                   |
| Карл Мак-Кой      | Номад                      |
| Вільям Гуткінс    | Лінкольн Вайнберг-молодший |
| Марк Нотовер      | Алві                       |
| Пол Макензі       | Вернон                     |
| Леммі Кілмістер   | водій таксі                |

## Створення фільму

### Виробництво
Зйомки фільму проходили в Лондоні, Велика Британія та в Марокко.

### Знімальна група
- Кінорежисер — Річард Стенлі
- Сценаристи — Річард Стенлі, Майкл Феллон (додаткові діалоги)
- Кінопродюсери — Брунсон Грін, Пітер Геслоп, Чарли Мейсон, Рік МакКаллум, Девід Оєлово, Джастін Мур-Леви
- Виконавчі продюсери — Нік Пауелл, Боб Вейнштейн, Гарві Вейнштейн, Стівен Вуллі, Трікс Воррелл
- Композитор — Саймон Босвелл
- Кінооператор — Стівен Чиверс
- Кіномонтаж — Дерек Трігг
- Художник-постановник — Джозеф Беннетт
- Артдиректор — Макс Готтліб
- Художники по костюмах — Майкл Болдвін
- Підбір акторів — Карен Ліндсі-Стюарт[4].

### Саундтреки
| Виконавець       | Назва пісні          | Автори                                                       |
| ---------------- | -------------------- | ------------------------------------------------------------ |
| Public Image Ltd | «The Order of Death» | Джон Лайдон, Кіт Левен, Мартін Аткінс                        |
| Ministry         | «Stigmata»           | Ел Йоргенсен, Пол Бакер                                      |
| Motörhead        | «Ace of Spades»      | Леммі Кілмістер, Едді Кларк, Філ Тейлор                      |
| Іггі Поп         | «Cold Metal»         | Іггі Поп                                                     |
| Іггі Поп         | «Bad Life»           | Іггі Поп                                                     |
|                  | «Stabat Mater»       | Джоаккіно Антоніо Россіні, Саймон Босвелл (нове аранжування) |

## Сприйняття

### Критика
Фільм отримав змішані відгуки. На сайті Rotten Tomatoes оцінка фільму становить 50 % на основі 12 відгуків від критиків (середня оцінка 5,7/10) і 53 % від глядачів із середньою оцінкою 3,1/5 (5 386 голосів), Internet Movie Database — 5,9/10 (10 519 голосів).

Російсько-американський режисер Слава Цукерман позитивно висловився про фільм: 
|  | Створити особливий фантастичний фільм майже без грошей – це особливе досягнення. |

### Номінації та нагороди
| Нагороди та номінації фільму «Залізо» | Нагороди та номінації фільму «Залізо»                        | Нагороди та номінації фільму «Залізо» | Нагороди та номінації фільму «Залізо» | Нагороди та номінації фільму «Залізо» | Нагороди та номінації фільму «Залізо» |
| Рік                                   | Кінофестиваль/кінопремія                                     | Категорія/нагорода                    | Номінант                              | Результат                             |                                       |
| ------------------------------------- | ------------------------------------------------------------ | ------------------------------------- | ------------------------------------- | ------------------------------------- | ------------------------------------- |
| 1990                                  | Стокгольмський міжнародний кінофестиваль                     | Бронзовий кінь                        | Річард Стенлі                         | Номінація                             |                                       |
| 1990                                  | Кінофестиваль у Сіджасі                                      | Найкращий фільм                       | Річард Стенлі                         | Номінація                             |                                       |
| 1991                                  | Міжнародний фестиваль фантастичних фільмів у Авор'ї          | Найкращі спецефекти                   |                                       | Перемога                              |                                       |
| 1991                                  | Фанташпорту                                                  | Найкращий режисер                     | Річард Стенлі                         | Перемога                              |                                       |
| 1991                                  | Фанташпорту                                                  | Найкращий фільм                       | Річард Стенлі                         | Номінація                             |                                       |
| 1991                                  | Брюссельський міжнародний кінофестиваль фантастичних фільмів | Срібний ворон                         | Річард Стенлі                         | Перемога                              |                                       |